# Ligue A (maschile)
La Ligue A, massima divisione del campionato francese, è una competizione pallavolistica per squadre di club francesi maschili, organizzata con cadenza annuale dalla LNV.

## Edizioni
| Dal 1937 al 1983 la competizione è denominata Nationale 1  |                        |                   |                     |               |               |
| 1937-38 Dettagli                                           | Amicale                | -                 | -                   |               |               |
| 1938-39 Dettagli                                           | Club de France         | -                 | -                   |               |               |
| 1939-40                                                    | Non disputata          | Non disputata     | Non disputata       | Non disputata | Non disputata |
| 1940-41 Dettagli                                           | Paris UC               | -                 | -                   |               |               |
| 1941-42 Dettagli                                           | RC de France RC Cannes | -                 | -                   |               |               |
| 1942-43 Dettagli                                           | Paris UC               | -                 | -                   |               |               |
| 1943-44                                                    | Non disputata          | Non disputata     | Non disputata       | Non disputata | Non disputata |
| 1944-45 Dettagli                                           | Stade Français         | -                 | -                   |               |               |
| 1945-46 Dettagli                                           | RC de France           | -                 | -                   |               |               |
| 1946-47 Dettagli                                           | Montpellier            | -                 | -                   |               |               |
| 1947-48 Dettagli                                           | RC de France           | -                 | -                   |               |               |
| 1948-49 Dettagli                                           | Montpellier            | -                 | -                   |               |               |
| 1949-50 Dettagli                                           | Montpellier            | -                 | -                   |               |               |
| 1950-51 Dettagli                                           | Montpellier            | -                 | -                   |               |               |
| 1951-52 Dettagli                                           | Stade Français         | -                 | -                   |               |               |
| 1952-53 Dettagli                                           | Stade Français         | -                 | -                   |               |               |
| 1953-54 Dettagli                                           | Billancourt            | -                 | -                   |               |               |
| 1954-55 Dettagli                                           | Billancourt            | -                 | -                   |               |               |
| 1955-56 Dettagli                                           | Billancourt            | -                 | -                   |               |               |
| 1956-57 Dettagli                                           | Stade Français         | -                 | -                   |               |               |
| 1957-58 Dettagli                                           | Stade Français         | Billancourt       | GSA Hydra           |               |               |
| 1958-59 Dettagli                                           | CAS BNCI Algeri        | GSA Hydra         | -                   |               |               |
| 1959-60 Dettagli                                           | Stade Français         | RC de France      | GSA Hydra           |               |               |
| 1960-61 Dettagli                                           | Stade Français         | Paris UC          | CAS BNCI Algeri     |               |               |
| 1961-62 Dettagli                                           | Paris UC               | -                 | -                   |               |               |
| 1962-63 Dettagli                                           | Paris UC               | -                 | -                   |               |               |
| 1963-64 Dettagli                                           | RC de France           | -                 | -                   |               |               |
| 1964-65 Dettagli                                           | Asnières               | -                 | -                   |               |               |
| 1965-66 Dettagli                                           | Asnières               | Paris UC          | Stade Marseillais   |               |               |
| 1966-67 Dettagli                                           | Paris UC               | RC de France      | Stade Français      |               |               |
| 1967-68 Dettagli                                           | Paris UC               | RC de France      | Stade Français      |               |               |
| 1968-69 Dettagli                                           | RC de France           | Montpellier       | Paris UC            |               |               |
| 1969-70 Dettagli                                           | RC de France           | Montpellier       | Olympique Joinville |               |               |
| 1970-71 Dettagli                                           | RC de France           | Montpellier       | -                   |               |               |
| 1971-72 Dettagli                                           | Montpellier            | Saint-Maur        | RC de France        |               |               |
| 1972-73 Dettagli                                           | Montpellier            | Stade Français    | RC de France        |               |               |
| 1973-74 Dettagli                                           | Stade Français         | Saint-Maur        | RC de France        |               |               |
| 1974-75 Dettagli                                           | Montpellier            | RC de France      | Saint-Maur          |               |               |
| 1975-76 Dettagli                                           | Saint-Maur             | Montpellier       | RC de France        |               |               |
| 1976-77 Dettagli                                           | RC de France           | Montpellier       | Cannes              |               |               |
| 1977-78 Dettagli                                           | RC de France           | Asnières          | Clamart             |               |               |
| 1978-79 Dettagli                                           | Asnières               | Montpellier       | Grenoble            |               |               |
| 1979-80 Dettagli                                           | Asnières               | Clamart           | Cannes              |               |               |
| 1980-81 Dettagli                                           | Cannes                 | Grenoble          | Asnières            |               |               |
| 1981-82 Dettagli                                           | Cannes                 | Asnières          | Grenoble            |               |               |
| 1982-83 Dettagli                                           | Cannes                 | Asnières          | Grenoble            |               |               |
| Dal 1983 al 1997 la competizione è denominata Nationale 1A |                        |                   |                     |               |               |
| 1983-84 Dettagli                                           | Asnières               | Grenoble          | Stade Français      |               |               |
| 1984-85 Dettagli                                           | Grenoble               | Asnières          | Montpellier         |               |               |
| 1985-86 Dettagli                                           | Cannes                 | Fréjus            | Asnières            |               |               |
| 1986-87 Dettagli                                           | Fréjus                 | Grenoble          | Arago de Sète       |               |               |
| 1987-88 Dettagli                                           | Fréjus                 | Arago de Sète     | Grenoble            |               |               |
| 1988-89 Dettagli                                           | Fréjus                 | Grenoble          | Montpellier         |               |               |
| 1989-90 Dettagli                                           | Cannes                 | Fréjus            | ASUL Lyon           |               |               |
| 1990-91 Dettagli                                           | Cannes                 | JSA Bordeaux      | Fréjus              |               |               |
| 1991-92 Dettagli                                           | Fréjus                 | Montpellier       | JSA Bordeaux        |               |               |
| 1992-93 Dettagli                                           | Asnières               | Cannes            | CA Saint-Étienne    |               |               |
| 1993-94 Dettagli                                           | Cannes                 | Asnières          | Tourcoing           |               |               |
| 1994-95 Dettagli                                           | Cannes                 | Paris UC          | Arago de Sète       |               |               |
| 1995-96 Dettagli                                           | Paris UC               | Cannes            | Stade Poitevin      |               |               |
| 1996-97 Dettagli                                           | Paris UC               | Cannes            | Montpellier         |               |               |
| Dal 1997 al 2009 la competizione è denominata Pro A        |                        |                   |                     |               |               |
| 1997-98 Dettagli                                           | Paris UC               | Cannes            | RC de France        |               |               |
| 1998-99 Dettagli                                           | Stade Poitevin         | Paris             | Cannes              |               |               |
| 1999-00 Dettagli                                           | Paris                  | Stade Poitevin    | Tourcoing           |               |               |
| 2000-01 Dettagli                                           | Paris                  | Tourcoing         | Tours               |               |               |
| 2001-02 Dettagli                                           | Paris                  | Tourcoing         | Cannes              |               |               |
| 2002-03 Dettagli                                           | Paris                  | Tours             | Arago de Sète       |               |               |
| 2003-04 Dettagli                                           | Tours                  | Cannes            | Tourcoing           |               |               |
| 2004-05 Dettagli                                           | Cannes                 | Arago de Sète     | Tours               |               |               |
| 2005-06 Dettagli                                           | Paris                  | Tours             | Cannes              |               |               |
| 2006-07 Dettagli                                           | Paris                  | Stade Poitevin    | Spacer's Toulouse   |               |               |
| 2007-08 Dettagli                                           | Paris                  | Stade Poitevin    | Cannes              |               |               |
| 2008-09 Dettagli                                           | Paris                  | Tourcoing         | Tours               |               |               |
| Dal 2009 la competizione è denominata Ligue A              |                        |                   |                     |               |               |
| 2009-10 Dettagli                                           | Tours                  | Cannes            | Arago de Sète       |               |               |
| 2010-11 Dettagli                                           | Stade Poitevin         | Tours             | -                   |               |               |
| 2011-12 Dettagli                                           | Tours                  | Stade Poitevin    | -                   |               |               |
| 2012-13 Dettagli                                           | Tours                  | Paris             | -                   |               |               |
| 2013-14 Dettagli                                           | Tours                  | Paris             | -                   |               |               |
| 2014-15 Dettagli                                           | Tours                  | Paris             | -                   |               |               |
| 2015-16 Dettagli                                           | Paris                  | Tours             | -                   |               |               |
| 2016-17 Dettagli                                           | Chaumont               | Spacer's Toulouse | -                   |               |               |
| 2017-18 Dettagli                                           | Tours                  | Chaumont          | -                   |               |               |
| 2018-19 Dettagli                                           | Tours                  | Chaumont          | -                   |               |               |
| 2019-20 Dettagli                                           | Non assegnata          | Non assegnata     | Non assegnata       |               |               |
| 2020-21 Dettagli                                           | Cannes                 | Chaumont          | -                   |               |               |
| 2021-22 Dettagli                                           | Montpellier            | Tours             | Chaumont            |               |               |
| 2022-23 Dettagli                                           | Tours                  | Nantes            | Chaumont            |               |               |
| 2023-24 Dettagli                                           | Saint-Nazaire          | Chaumont          | Nantes              |               |               |

## Palmarès
| Squadra         | Titolo | Edizione                                                                                 |
| --------------- | ------ | ---------------------------------------------------------------------------------------- |
| Cannes          | 10     | 1980-81, 1981-82, 1982-83, 1985-86, 1989-90, 1990-91, 1993-94, 1994-95, 2004-05, 2020-21 |
| Paris UC        | 9      | 1940-41, 1942-43, 1961-62, 1962-63, 1966-67, 1967-68, 1995-96, 1996-97, 1997-98          |
| RC de France    | 9      | 1941-42, 1945-46, 1947-48, 1963-64, 1968-69, 1969-70, 1970-71, 1976-77, 1977-78          |
| Paris           | 9      | 1999-00, 2000-01, 2001-02, 2002-03, 2005-06, 2006-07, 2007-08, 2008-09, 2015-16          |
| Tours           | 9      | 2003-04, 2009-10, 2011-12, 2012-13, 2013-14, 2014-15, 2017-18, 2018-19, 2022-23          |
| Stade Français  | 8      | 1944-45, 1951-52, 1952-53, 1956-57, 1957-58, 1959-60, 1960-61, 1973-74                   |
| Montpellier     | 8      | 1946-47, 1948-49, 1949-50, 1950-51, 1971-72, 1972-73, 1974-75, 2021-22                   |
| Asnières        | 6      | 1964-65, 1965-66, 1978-79, 1979-80, 1983-84, 1992-93                                     |
| Fréjus          | 4      | 1986-87, 1987-88, 1988-89, 1991-92                                                       |
| Billancourt     | 3      | 1953-54, 1954-55, 1955-56                                                                |
| Stade Poitevin  | 2      | 1998-99, 2010-11                                                                         |
| Amicale         | 1      | 1937-38                                                                                  |
| Club de France  | 1      | 1938-39                                                                                  |
| RC Cannes       | 1      | 1941-42                                                                                  |
| CAS BNCI Algeri | 1      | 1958-59                                                                                  |
| Saint-Maur      | 1      | 1975-76                                                                                  |
| Grenoble        | 1      | 1984-85                                                                                  |
| Chaumont        | 1      | 2016-17                                                                                  |
| Saint-Nazaire   | 1      | 2023-24                                                                                  |